# Mount Wilson (Antarktika)
Mount Wilson ist ein rund 1300 m hoher Berg an der Bowman-Küste des Grahamlands auf der Antarktischen Halbinsel. Er ragt im Westen der Bermel-Halbinsel auf.
Der Berg ist erstmals auf einer Luftaufnahme zu sehen, die der australische Polarforscher Hubert Wilkins bei seinem Antarktisflug am 20. Dezember 1928 angefertigt hatte. Weitere Luftaufnahmen entstanden bei Überflügen durch den US-amerikanischen Polarforscher Lincoln Ellsworth im Jahr 1935, bei der United States Antarctic Service Expedition (1939–1941) im Jahr 1940 sowie bei der Ronne Antarctic Research Expedition (1947–1948) im Jahr 1947. Der Falkland Islands Dependencies Survey nahm 1948 eine geodätische Vermessung des Berges vor. Der US-amerikanische Polarforscher Finn Ronne benannte ihn nach Generalmajor Roscoe Charles Wilson (1905–1986), Stabschef unter Generalleutnant Curtis E. LeMay in der Abteilung für Forschung und Entwicklung der United States Army Air Forces, welche die Ronne-Expedition mit Ausrüstung ausstattete.